# Manoelodes gratiousus
Manoelodes gratiousus (лат.) — ископаемый вид жуков рода Manoelodes из вымершего семейства Mesocinetidae (надсемейство Scirtoidea). Обнаружены в верхнеюрских отложениях Центральной Азии (Шар-Тегская свита, Sharteg Formation, Гоби-Алтайский аймак, восточнее горы Атас-Богд 5—6 км, западнее горы Шара-Тэг, Монголия). Тело небольшого размера (длина около 3 мм, ширина 1,30 мм, длина надкрылий 2,13 мм). Переднеспинка спереди выемчатая, мезококсы соприкасающиеся, параллельно-сторонние метэпистерны, скошенные метакоксы с бедерными покрышками, которые сильно медиально вытянуты. Вид был впервые описан по отпечаткам в 2010 году российскими энтомологами Александром Георгиевичем Кирейчуком Архивная копия от 22 февраля 2014 на Wayback Machine (Зоологический институт РАН, Санкт-Петербург) и Александром Георгиевичем Пономаренко (Палеонтологический институт РАН, Москва, Россия).
- Manoelodes Kirejtshuk & Ponomarenko, 2010